# Comloșu Mare
Comloșu Mare es una comuna ubicada en el distrito de Timiș, Rumania.

## Superficie
Posee una superficie de 94,79 kilómetros cuadrados.

## Demografía
Hasta 2021 la población era de 4892 habitantes, con una densidad de población de 51,61 habitantes por kilómetro cuadrado.